# Бангладешско-украинские отношения
Бангладешско-украинские отношения — двусторонние отношения между Бангладеш и Украиной. Украинская ССР признала независимость Бангладеша 24 января 1972 года. Пост почётного генерального консула на Украине занимает бангладешский магнат Ахмед Акбар Собхан, президент группы Башундхара.
Сельское хозяйство является перспективной отраслью для сотрудничества двух стран. В августе 2011 года министр аграрной политики и продовольствия Украины Николай Присяжнюк совершил официальный визит в Бангладеш для изучения потенциала сотрудничества в этой сфере. Украина проявляет интерес в экспорте сельскохозяйственных технологий в Бангладеш . В 2011 году Бангладеш подписал государственное соглашение об импорте 100 тыс. тонн пшеницы из Украины . В 2013 году Бангладеш ввёз 200 тыс. тонн пшеницы из Украины.
Бангладеш и Украина высказывали интерес в расширении двусторонних экономических отношений, обе страны делали шаги в этом направлении. Бангладеш экспортирует на Украину рыбу, кожу, готовое платье, пищевые масла, овощи, табак, лекарственные препараты. Украина экспортирует в Бангладеш минералы, химикаты, машины и электрическое оборудование. Украинские фирмы показывают интерес к созданию совместных предприятий для инвестиций в судостроение, производство стали и химических удобрений в Бангладеш. Украина также высказывает интерес к развитию портовых мощностей в Бангладеш.
Бангладешские студенты обучались в Луганском государственном медицинском университете и в Одесской морской академии. В 2014 году президент Университетской ассоциации студентов Бангладеш заявил, что студент вызвал панику, позвонив в газеты Дакки и даже в Министерство иностранных дел, заявив, что они застряли в городе.